# Сагімбаєв Єрмек Алдабергенович
Єрмек Алдабергенович Сагімбаєв (11 жовтня 1967 , Алматинська область ) — голова Комітету національної безпеки Казахстану (з січня 2022 року). Начальник Служби державної охорони Казахстану (2021—2022). Генерал-майор Служби державної охорони Казахстану.

## Біографія
Народився 11 жовтня 1967 року в Алматинській області. Казах за національністю.
Випускник Казахського політехнічного інституту (спеціальність «інженер-електромеханік») та Казахського національного університету (спеціальність «юриспруденція».
Пройшов строкову службу в лавах Збройних сил СРСР (1985—1987). Із 1994 по 2006 рік на офіцерських посадах працював в органах Національної безпеки Казахстану.
У травні 2006 року був зарахований до лав Служби охорони Президента Казахстану. Із 2006 по 2019 рік служив на офіцерських і керівних посадах апарату служби та в підрозділах оперативного забезпечення. Із 8 травня 2019 по 28 липня 2021 року був заступником начальника Служби державної охорони Казахстану — начальником служби охорони Президента Казахстану. 6 травня 2020 року отримав звання генерал-майора Служби державної охорони Казахстану.
Із 28 липня по 25 серпня 2021 року працював заступником начальника Служби державної охорони, після чого призначений начальником даної служби.
На тлі протестів 5 січня 2022 року президент Казахстану Касим-Жомарт Токаєв призначив Сагімбаєва головою Комітету національної безпеки Казахстану замість Каріма Масімова.

## Нагороди та звання
- Медаль «За бездоганну службу» ІІІ ступеня[1]
- Медаль «За бездоганну службу» II ступеня[1]
- Медаль «За доблесне забезпечення безпеки Єлбаси» ІІІ ступеня[1]

## Особисте життя
Одружений, виховує трьох дітей.